# Ferrado
El ferrado es una medida de superficie usada en Galicia. En origen, el término se usaba para medir cereales y legumbres y hacía referencia a un cajón de madera rectangular de aproximadamente 60 x 30 x 20 cm, con capacidad para entre 12 y 20 kilos, según el tipo de cereal o legumbre.

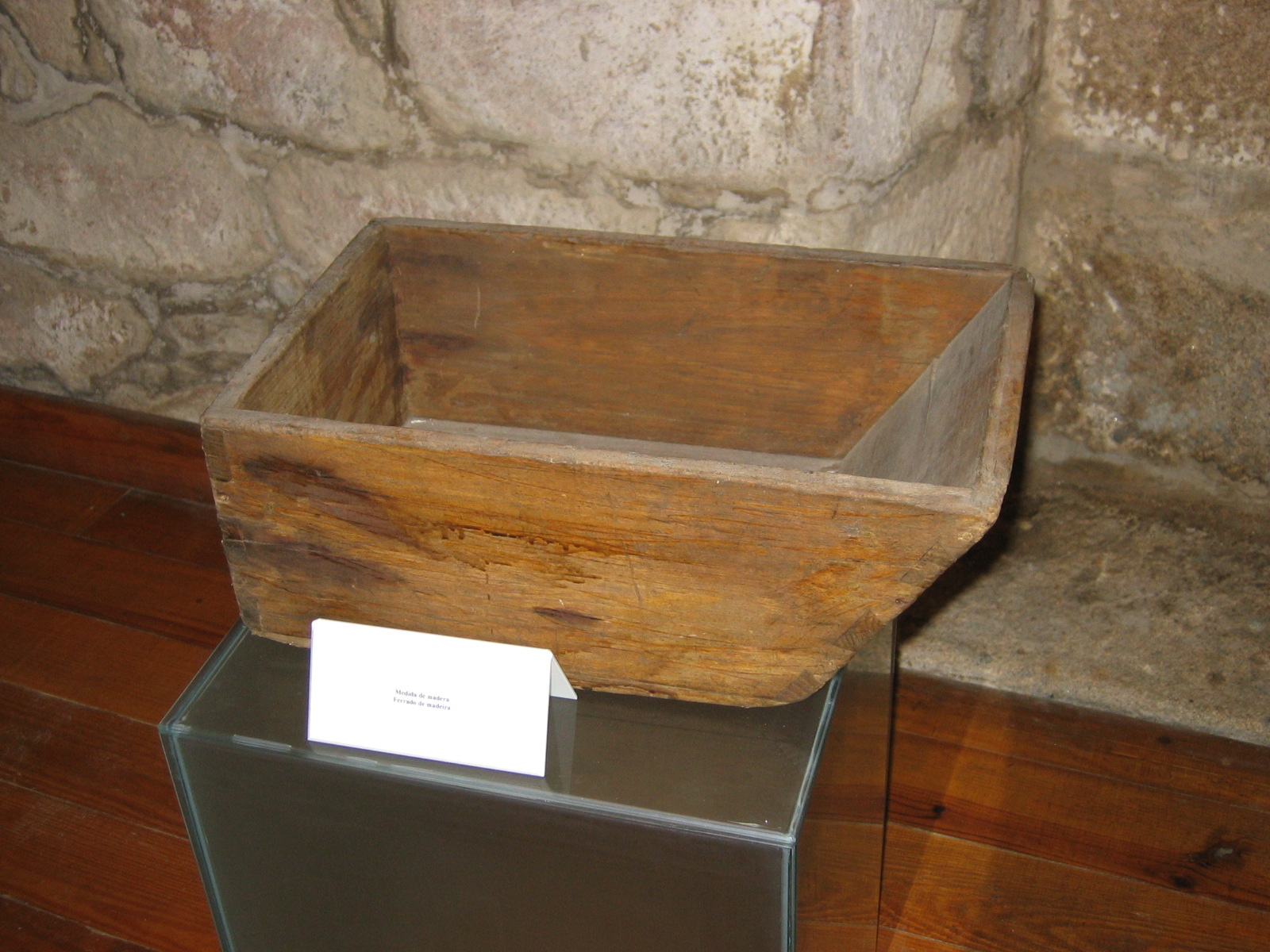
Ferrado

## Como medida para áridos
Un ferrado también llamado tegaequivale a:
- 2 escás[1]
- 24 cuartillos (llamados copelos en la provincia de Orense)[2]
- 12 cuncas en las Rías Bajas[2]
- 5 ferrados son una fanega.

En otras zonas de España existen otras medidas con los mismos nombres pero la falta de homogeneidad hace que no guarden equivalencia entre sí, en parte debido a la idiosincrasia de cada región y otros factores que llevaron a establecer esas medidas.

## Como medida de superficie
Posteriormente se empezó a usar como medida de superficie para terrenos agrícolas y corresponde a la porción de terreno necesaria para sembrar dicha cantidad de grano. Esta superficie varía de unas zonas a otras, en función de la productividad del suelo. En los terrenos más fértiles será necesario un terreno más pequeño y en terrenos áridos y secos habrá de ser más grande. Así, tenemos un abanico tan dispar que va desde los 64 m² en Sotomayor, (Pontevedra) hasta los 725 m² en Jove o Cervo, ambos en la provincia de Lugo.

## Historia
Su origen etimológico procede del latín modius ferratus, es decir, medida ferrada. Las medidas para el grano eran cajones de madera que resultaban fáciles de modificar, con el consiguiente fraude. Para evitarlo, se impuso la obligación de herrarlos con herrajes y guarniciones de hierro en los cantos y vértices para impedir, o al menos dificultar, su modificación.
Desde la Baja Edad Media hasta el siglo XIX, con la introducción del Sistema Métrico Decimal, en Europa se usaban dos formas de medición agraria
- Las relacionadas con el tiempo, es decir, el tiempo de trabajo que era necesario para obtener una cosecha (en Galicia, la cavadura). Dos parcelas iguales podían requerir distintos tiempos para dar la misma cosecha.
- Las relacionadas con la cantidad de semillas para obtener una cosecha (el caso que nos ocupa: el ferrado). Dos parcelas de distinta extensión podían dar la misma cosecha.

Aunque ya en el siglo XIII, el rey Alfonso X El Sabio intentó homogeneizar estas medidas y, más tarde Alfonso XI de Castilla en 1348, Juan II de Castilla en 1435, los Reyes Católicos en 1488 y Felipe II en 1563 y 1568, no fue hasta 1849 cuando Isabel II firmó la Ley de Pesas y Medidas, por la que España se adhería al Sistema Métrico Decimal.
Fue así que las distintas y variadas unidades utilizadas en cada una de las regiones, dejaron de usarse para implantar un único criterio que, además, ya estaba vigente en otros países europeos, haciendo así más sencillo el comercio, no solo entre regiones españolas, sino también con otros países. Pese a ello, algunas de esas unidades han conseguido subsistir hasta nuestros días, entre ellas el ferrado.